# Ophiomyxa tenuispina
Ophiomyxa tenuispina är en ormstjärneart som beskrevs av Ole Theodor Jensen Mortensen 1933. Ophiomyxa tenuispina ingår i släktet Ophiomyxa och familjen skinnormstjärnor. Inga underarter finns listade i Catalogue of Life.